# Kustod

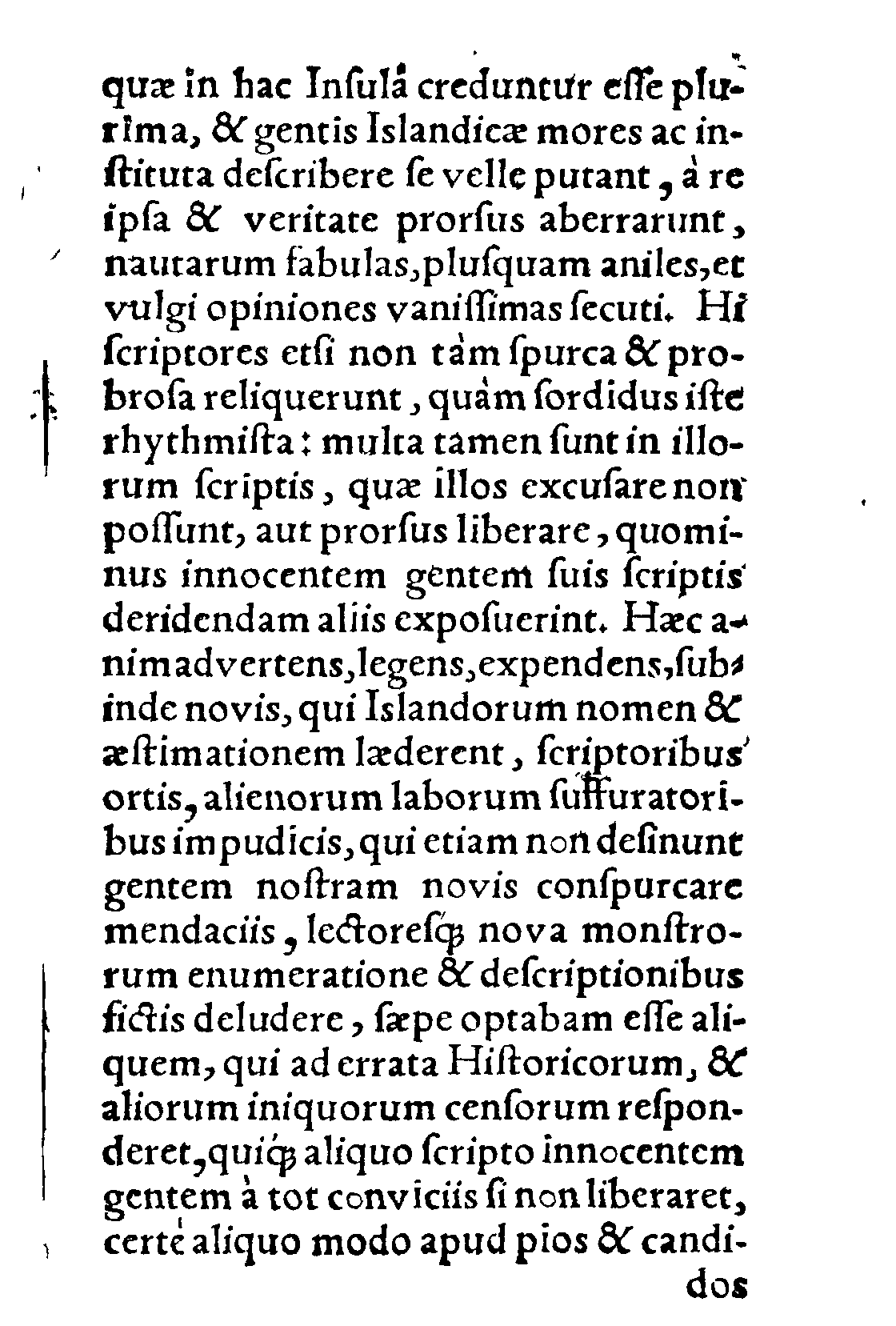
Längst ner på sidan ses kustoden.

Kustod (latin: custos, "väktare") är ett ord eller en stavelse som tryckts i en boksidas nedre högra hörn och som är samma som det första ordet eller den första stavelsen på den följande sidan.
Sådana kustoder användes för första gången av boktryckaren Vindelino da Spira i en upplaga av Tacitus (Venedig, 1469–1470). Bruket av kustoder var ett arv från medeltidens handskrifter; kustoden sattes först i högra kanten av varje sida, senare endast på varje tryckarks sista sida. I notskrift tjänar kustodtecknet vid slutet av en notrad till att antyda första noten på nästa rad. Kustoder används inte numera.